# Gholam-Hossein Elham

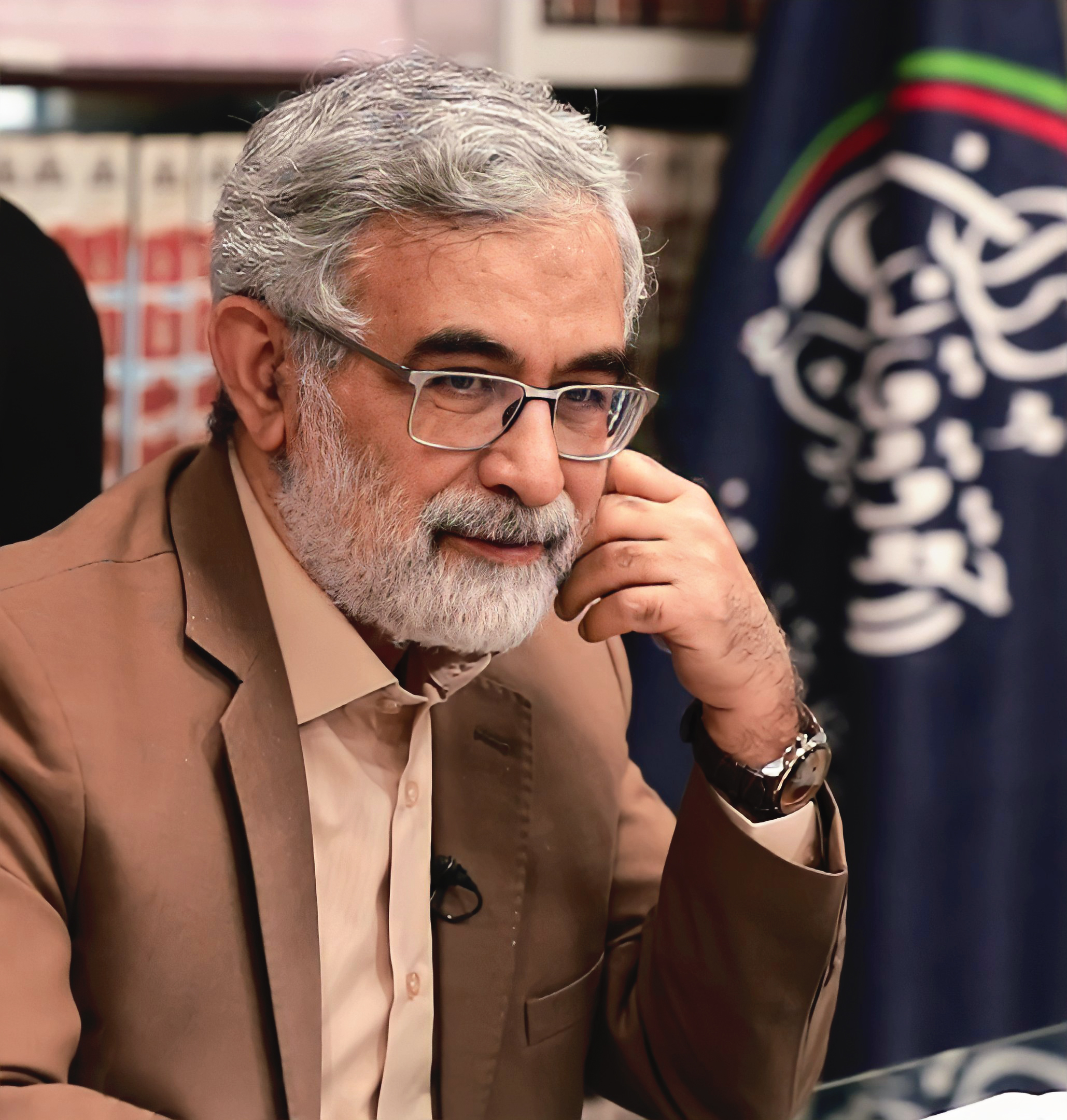
Gholam-Hossein Elham, 2021

Gholam-Hossein Elham (* 1959 ?) ist ein iranischer Politiker der Konservativen und hatte mehrere Posten unter dem ehemaligen Präsidenten Mahmud Ahmadineschad.

## Werdegang
Gholam-Hossein Elham studierte Kriminologie an der Tarbiat Modares-Universität, wurde dort promoviert und war dort Assistenz-Professor. Nach dem Tod von Dschamal Karimi-Rad wurde er am 28. Dezember 2006 zum Justizminister ernannt.
Elham war von 2003 bis 2008 Mitglied des Wächterrats und bekleidete auch das Amt des Sprechers des Rates. In der ersten Amtszeit des ehemaligen Präsidenten Mahmoud Ahmedinejad war er Regierungssprecher.
Er ist mit Fatemeh Radschabi verheiratet, einer Journalistin und Unterstützerin des Ahmadinedschad-Regimes beziehungsweise Kritikerin der Opposition.